# Museo Fallero
El Museo Fallero (Museu Faller en valenciano) de Valencia, España, está instalado, desde 1971, en el antiguo convento de la casa misión de San Vicente de Paúl, que fue terminado en 1831, razón por la que conserva parte de una estructura de corredores y antiguas celdas. Con posterioridad tuvo múltiples usos, como prisión, cuartel o almacén. El Museo Fallero fue rehabilitado y reestructurado a principios de los años noventa del siglo XX, siendo reinaugurado en 1995. En 2016 el Museo Fallero fue homologado como Museo oficial de la Generalidad Valenciana, siendo nuevamente reestructurado en sus planteamientos museológicos y museográficos. Una de las novedades de esta reestructuración fue la puesta en marcha de la sala de exposiciones temporales "Josep Alarte", dedicada a exposiciones antológicas de la obra de artistas falleros. 
Protegido en el Decreto 44/2012, de 9 de marzo, del Consell, por el que declara bien de interés cultural inmaterial la Fiesta de las Fallas de Valencia, en la sección de Legado artístico: Los museos falleros: 

Existen dos museos dedicados a la conservación de piezas originales procedentes de los monumentos falleros, y que constituyen, por tanto, el único vestigio físico de las Fallas destinado a su combustión. En el caso del Museo Fallero, se trata de una colección que recoge los «ninots indultats» del fuego por votación popular desde el año 1934. Se trata, por tanto, de un documento de inestimable valor sobre las diferentes corrientes artísticas dentro de la construcción de las Fallas, las diferentes técnicas constructivas y, sobre todo, de la evolución del gusto popular a lo largo de las décadas, es decir, toda una historia de la recepción.

## Historia
Las Fallas de Valencia son una fiesta popular que ya se celebraba a mediados del siglo XVIII, cuando comisiones informales de vecinos erigían en las calles de Valencia catafalcos efímeros en los que se representaba una escena satírica con ninots o figuras, todo realizado con madera, telas y/o cartón. Unos versos adheridos a la falla explicaban su argumento. La falla se quemaba con gran alegría colectiva y acompañamiento pirotécnico la víspera del día de San José, dando la bienvenida a la primavera.
Desde comienzos del siglo XX las fallas se hicieron más complejas, monumentales y artísticas, tanto en su composición técnica como en la ejecución de los ninots. Paralelamente la fiesta de las Fallas multiplicó sus festejos y rituales, mientras las comisiones se hacían más numerosas, estables y dinámicas. Pronto las Fallas se convirtieron en expresión de la identidad valenciana y en un importante atractivo turístico, y pasaron a quemarse la noche del día de San José.
Las fallas infantiles se remontan, como mínimo, a finales del XIX, y estaban hechas por los niños de cada barrio o calle. Con el tiempo pasaron a estar confeccionadas por artistas falleros profesionales, lo que hizo que adquirieran una mayor calidad artística y técnica, por lo que desde 1963 empezaron a indultarse ninots infantiles.
La progresiva calidad artística de las fallas, la aparición de premios a las mejores y la emergencia del artista fallero como profesional especializado en la confección de fallas, hizo que en los años 20 del siglo XX apareciera la costumbre popular de indultar ninots del fuego. En 1934 se oficializó la propuesta de “El indulto del fuego”, presentada por el artista fallero Regino Mas, consistente en una Exposición del Ninot, a la que las comisiones falleras llevarían sus mejores ninots, entre los cuales los visitantes elegirían por votación popular el ninot indultado de ese año. Este es el origen del Museo Fallero actual, que comienza a configurarse como una especie de museo folklórico en los años treinta, pero que solo se consolida como tal a comienzos de los años setenta del siglo pasado.

## Artistas falleros
Al principio las fallas estaban construidas por los vecinos, con ayuda ocasional de profesionales como carpinteros, pintores o decoradores. Pero con la consolidación de la falla artística aparecieron los artistas falleros, unos artesanos especializados en el diseño y construcción de fallas, con sus propios talleres, técnicas y estilos, que pronto empezaron a rivalizar para obtener los mejores premios o los ninots indultados. También se agruparon profesionalmente, primero en la Asociación de Artistas Falleros y posteriormente en el Gremio Artesano de Artistas Falleros.

## Materiales de losninots indultats
- Cera

Los cuerpos de los ninots de las fallas primitivas tenían un alma de madera o alambre recubierta de estopa y revestida de telas o ropa vieja. Los pies y manos se hacían con calcetines viejos y guantes rellenos de esparto. Para las cabezas se utilizó la técnica de la cera: a partir de una escultura en barro se sacaba un molde en escayola cortado en piezas, las cuales se llenaban con cera fundida reforzada con capas de gasa. Obtenida la cabeza se le introducía alabastro líquido para crear una película en su contorno y conferirle fuerza. Finalmente se pintaba la cera al óleo.
- Cartón

Con la consolidación de la falla artística y monumental en los años treinta del siglo XX, comienza a implantarse la confección estandarizada de ninots en cartón, consistente en añadir la cabeza y brazos en cartón a un maniquí al que luego se vestía. Pero fue el artista Joan Huerta quien en 1953 introdujo el modelado íntegro en cartón de los ninots y, después, de la falla entera, una técnica que muy rápidamente se impuso en la construcción de fallas.
La técnica del cartón parte del modelado en barro de la figura, de donde se obtiene un negativo en escayola que se parte en dos partes que se forran con hojas de cartón empapado con engrudo. A continuación se extraen las dos mitades del cartón ya seco y se ensamblan. Entonces la figura se rebaja y remodela con varias capas de pasta o cola (dar de “panet”), se lija y finalmente se pinta al plástico o al óleo.
- Poliéster

Empezó a utilizarse en los años setenta del siglo XX. Sigue las mismas fases que la confección en cartón, pero utilizando una o dos capas de poliéster dentro de los moldes de escayola y reforzándolo con fibra de vidrio a modo de tela. El poliéster se seca muy rápidamente y, una vez juntas las piezas, se repasan con poliéster y fibra de vidrio. Finalmente se lijan y se pintan.
- Corcho blanco

Facilita, desde su introducción en los años ochenta del siglo XX, la producción en directo de los ninots. Se trata de un conglomerado de láminas de diverso espesor que permite obtener diversas texturas y que se esculpe con un arco eléctrico. Con todo, las piezas pueden necesitar ser reencartonadas y revestidas de panet, antes de ser lijadas y pintadas, o bien ser pintadas a pistola y acabadas con pautas aplicadas al cartón. La moderna introducción del diseño e impresión digitales ha facilitado la expansión y estandarización de las figuras y fallas hechas en corcho blanco.

## Colecciones del Museo Fallero
El museo fallero está compuesto por la colección de ninots indultados (desde 1934) e infantiles (desde 1963), así como por los carteles anunciadores ganadores y finalistas de Fallas (desde 1929), los cuadros que retratan a las Falleras Mayores de València (desde 1995) y la colección de insignias históricas de las comisiones falleras de València
- Colección de ninots indultats Ninots indultats.

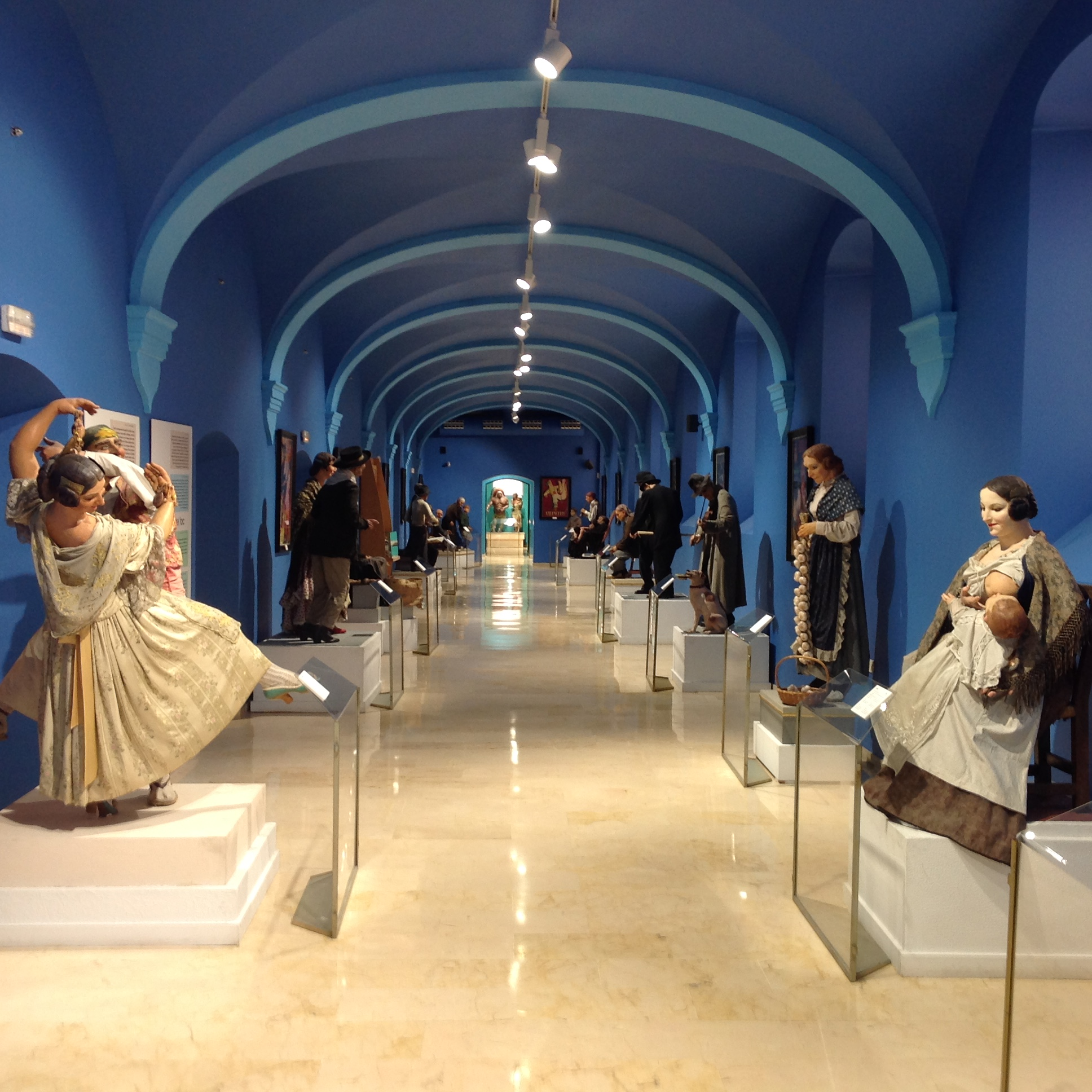
Ninots indultats.

Los ninots de los años treinta del siglo XX se caracterizan por reproducir escenas típicas de personajes tradicionales, que buscan recrear el folclore valenciano. En los años cuarenta se sumaron representaciones de artesanos, tipos populares de la calle y algunas referencias a actores del cine. Al mismo tiempo se prodigaron los retratos fidedignos y virtuosos, cuyo objetivo era la identificación empática con el público.
A partir de 1955 se prohibió que se pudieran indultar retratos, para potenciar una línea más cómica y caricaturesca en los ninots indultados. Además, se desarrolló el sentido narrativo de las escenas, con una mayor comunicación entre los ninots. Predominaron las figuras de temática social realista en una época de provaciones, mientras que las representaciones femeninas se volvieron más erotizadas. También entraron en juego personajes provenientes de un mundo fantástico, propios de un imaginario colectivo moderno.
En los años sesenta predominaron tanto un cierto naturalismo de temática amable y enternecedora como las escenas humorísticas de figuras caricaturizadas, apareciendo temas cada vez más actuales y ligados a los cambios (migraciones, industrialización, consumismo) que experimentaba una sociedad que se modernizaba con rapidez. Durante los años setenta reinó la caricatura con escenas de humor fácil y, en su mayor parte, sin demasiado discurso político, hecho sorprendente teniendo en cuenta los cruciales cambios que estaba viviendo el país en esos años.
En los años 80 se inició la tendencia de representar escenas costumbristas de oficios tradicionales, que eran tratados de manera apologética y nostálgica, sin estar tampoco exentos de socarronería y caricatura. Además se introdujeron referencias a la situación política de esos años, a la cuestión identitaria valenciana y a los problemas sociales de la vida cotidiana en la ciudad.
A patir de los años noventa, con la excepción aislada de algún retrato o escena grotesca, comienzan a dominar los indultos de grupos deliberadamente enternecedores, que captan la atención del espectador con escenas sentimentales de ancianos con niños o que apelan a los antiguos valores familiares, evocando la tradición o los buenos sentimientos. También se indultan figuras emblemáticas de la cultura local, convertidas en auténticos iconos emocionales de los valencianos.
- Ninots infantiles

En la colección de ninots infantiles la apelación a la tradición local se combina con la influencia de la cultura de masas, especialmente de la factoría Disney. Entre los ninots indultados infantiles se encuentran los protagonistas de los cuentos de la cultura popular tradicional con los personajes televisivos o cinematográficos, añadiéndose las referencias valencianas y falleras más o menos temperamentales. Los grupos también muestran los mundos de la fantasía infantil junto a motivos históricos y mitológicos, y las más variadas expresiones de ternura.
- Colección de cuadros de las falleras mayores de Valencia Retratos falleras mayores de Valencia.

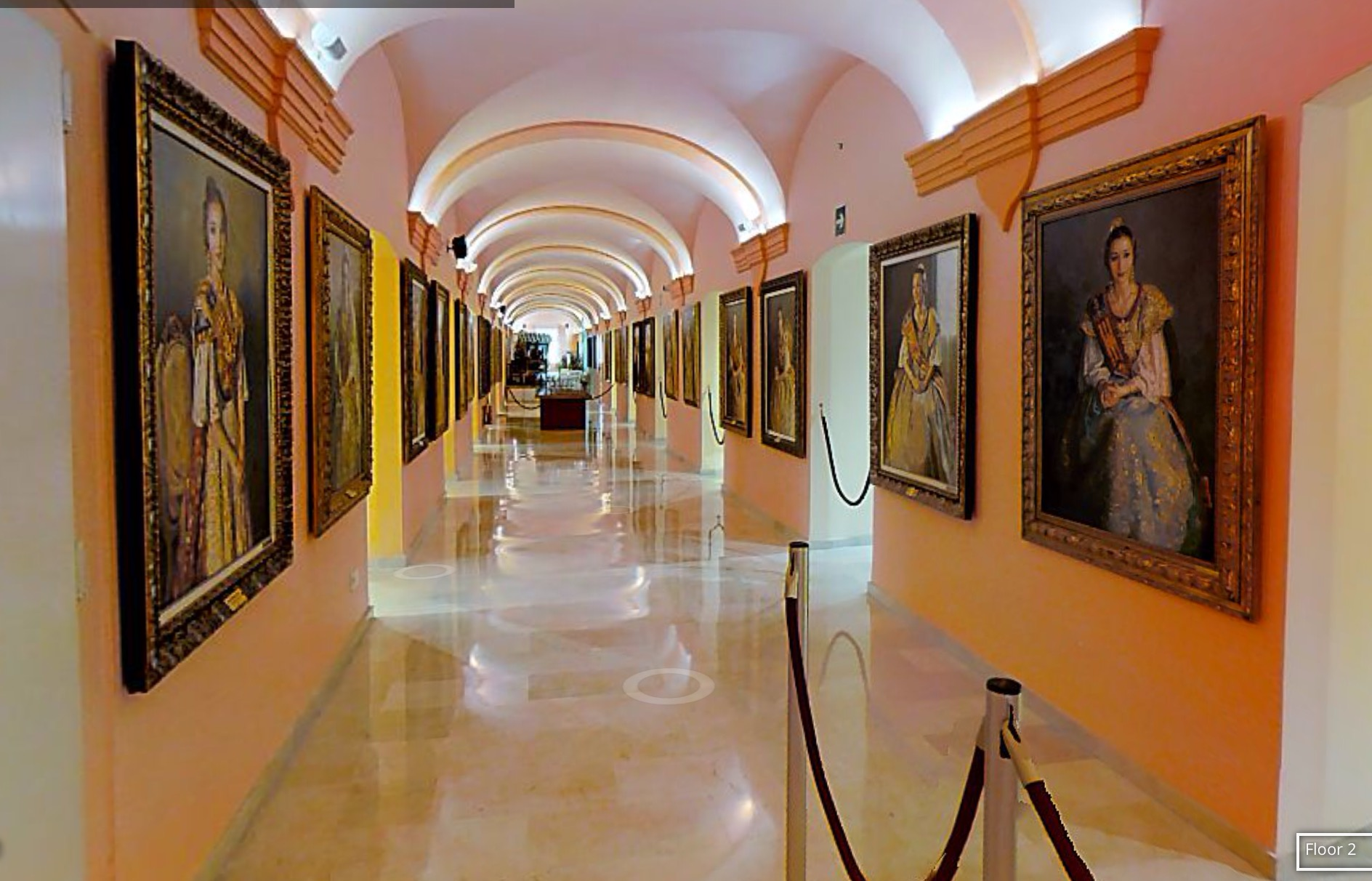
Retratos falleras mayores de Valencia.

La fallera mayor de Valencia es una figura icónica de la fiesta fallera, que aparece en 1931 y se consolida posteriormente con un conjunto de rituales festivos. Principal símbolo femenino del mundo fallero, es la encargada de realizar la Crida o Pregón de apertura de la Fiesta de las Fallas el último domingo de febrero. 
- Colección de carteles de fallas

Los carteles anunciadores de las Fallas se editan cada año para presentar la fiesta en el mundo, promocionando sus atractivos y elementos más significativos. El primer cartel data de 1929, de Josep Segrelles, y desde entonces se ha formado una extensa y selectiva colección de obras de grandes cartelistas valencianos, de diversos estilos y tendencias, como Vicent Canet, Rafael Raga, Manuel Monleón, Rafael Contreras Juesas o Vicente Lorenzo, entre otros.
- Colección de insígnias falleras

Expresión heráldica e iconográfica de la imagen que cada comisión fallera quiere transmitir de sí misma. Expresan la propia idiosincrasia de cada comisión. Las comisiones falleras generan un gigantesco entramado asociativo que hace posible la transmisión intergeneracional de las Fallas.